# NTV (Rusia)
NTV (en ruso, НТВ) es un canal de televisión ruso en abierto de índole privada, operado por Gazprom-Media. Su programación se centra en programas de actualidad, informativos y entretenimiento.
El canal comenzó sus emisiones el 10 de octubre de 1993 y durante ocho años estuvo controlado por el empresario Vladímir Gusinski. Después de la victoria electoral de Vladímir Putin y de la detención del fundador, fue vendido al grupo Gazprom en abril de 2001. El canal cuenta con una plataforma digital (NTV Plus), un canal internacional (NTV Mir) y versiones en alta definición.

## Historia
El canal NTV comenzó sus emisiones el 10 de octubre de 1993 a través de la televisión por cable de San Petersburgo. El nuevo canal fue impulsado por un grupo de periodistas con apoyo financiero del empresario mediático Vladímir Gusinski. Desde sus inicios fue una televisión generalista que apostó por programas informativos que pretendían ser independientes del estado ruso, propietario de la mayoría de canales en aquella época. El 17 de enero de 1994, el gobierno les concedió una licencia nacional a través del antiguo cuarto canal soviético. Entre 1994 y 1996 tuvo que compartir esa frecuencia con las distintas televisiones de las universidades de Rusia, emitiendo un máximo de 18 horas al día.
La frecuencia federal de NTV fue renovada en 1996 para que pudiera emitir durante todo el día. Ese mismo año lanzó su propia plataforma digital, NTV Plus, que le permitía ganar cobertura en todos los países de ámbito rusófono. En ese tiempo destacó como un canal muy crítico con el gobierno de Borís Yeltsin y posteriormente de Vladímir Putin, dentro de una red de medios de comunicación gestionados por el grupo de Gusinski, Media Most. Entre otros trabajos, el canal cuestionó en sus reportajes el papel del estado ruso en la segunda guerra de Chechenia y en las investigaciones del atentado en Riazán, este último estrenado dos días antes de las elecciones presidenciales.
En junio del 2000, Vladímir Gusinski fue detenido por un supuesto delito de malversación de fondos y apropiación indebida. La oposición política denunció que la detención suponía una persecución contra los medios independientes, algo que Putin quiso negar. Después de ser liberado, Gusinski se marchó del país y denunció que el gobierno ruso pretendía arrebatarle el control del canal. No obstante, Gusinski tenía una orden de detención internacional por un delito de estafa agravada y terminó siendo arrestado en España. En enero de 2001 la empresa gasística Gazprom, controlada por Román Abramóvich y considerada próxima al gobierno ruso, se convirtió en el máximo accionista de NTV y asumió el control del canal en abril de 2001.
En un primer momento NTV mantuvo la misma programación informativa, si bien varios periodistas de la anterior dirección se marcharon a otros canales, e informó de acontecimientos como la crisis de rehenes del teatro Dubrovka. Sin embargo, en 2003 se destituyó al primer director nombrado por Gazprom y el canal fue reduciendo sus contenidos informativos para dar más cabida al entretenimiento. En 2009 construyó una sede propia cerca de la Torre Ostánkino, y en 2015 comenzó sus emisiones en alta definición.